# Roxy Bar
Roxy Bar è stata una trasmissione televisiva musicale ideata e condotta da Red Ronnie andata in onda in Italia dal 1992 al 2001; il format viene poi rielaborato e trasmesso via web, sempre con Red Ronnie, dal 2013 al 2017, e dal gennaio 2024.

## Il nome
Un Roxy Bar è citato nella canzone Che notte del 1959, con parole di Leo Chiosso e musica di Fred Buscaglione; viene ripreso consapevolmente da Vasco Rossi nella sua canzone Vita spericolata del 1983. All'epoca della composizione di Vita spericolata esisteva già da tempo un "Roxy Bar" a Bologna, di cui però Vasco era all'oscuro. Vasco Rossi sarebbe stato lì solo una volta, per idea di Red Ronnie.

## La trasmissione TV
La prima puntata viene trasmessa su Videomusic il 12 dicembre 1992. La trasmissione vuole essere un punto di incontro dei giovani con i loro idoli musicali, che vengono messi sullo stesso piano del pubblico, dialogando a tu per tu con i presenti. Non si parla solo di musica, ma anche di educazione alimentare, di società e attualità.
La trasmissione ha successo e vince tre Telegatti nel giro di tre anni (1994, 1995, 1996), superando la concorrenza di trasmissioni come il Festival di Sanremo e il Festivalbar, interrompendo così l'egemonia del duopolio Rai-Mediaset nel premio televisivo.
Fu il primo programma europeo che ospitò nel 1999 una giovanissima Britney Spears, che si esibì col suo singolo d'esordio ...Baby One More Time e con Sometimes.
Roxy Bar è stato uno dei primi programmi in Italia a inserire attivamente Internet e le chat al suo interno per permettere agli spettatori di intervenire da casa.
Un'altra particolarità di rilievo è che non si segue una scaletta precisa: gli eventi – che spesso proseguono ben oltre la diretta TV – possono essere improvvisati e variati in qualsiasi momento, e vengono raccolte opinioni o commenti dal pubblico, dagli artisti e perfino dai cameraman.
Per un breve periodo, Roxy Bar viene trasmesso su TMC 2. In quest'ultima stagione, Red Ronnie fa esordire come conduttrice Nina Zilli. 
A fine aprile 2001 sulle frequenze di TMC 2 inizia a trasmettere MTV Italia e il programma viene chiuso. L'ultima puntata, la numero 250, va in onda il 17 aprile 2001.

## La riedizione via internet

### Roxy Bar TV
Il 12 dicembre 2011 Red Ronnie dà vita a un nuovo esperimento, una sua web TV: Roxy Bar TV. Red mette a disposizione 24 ore su 24 (in rotazione e anche in modalità on demand) video che includono le sue esperienze più diverse: dalle interviste a grandi personaggi della musica, dell'arte e della cultura, ai reperti storici di programmi come Be Bop A Lula, Help! e Roxy Bar.
L'unica diretta è generalmente in onda al lunedì sera dalle 21 alle 24 e s'intitola "Premiato circo volante del Barone Rosso".
L'unico schema della trasmissione è che non ci sono schemi: si passa dall'ascolto di vinili alle esibizioni live di artisti noti e meno noti alle interazioni con chi segue da casa (via twitter e skype), ecc.
Nel programma vengono fatti anche dei contenitori per reportage come Still on the Road inaugurato da Noemi nel 2012, proseguito dalla stessa cantante nel 2013; il logo di Still on the Road è stato realizzato da Noemi stessa; nasce da un'idea di Red Ronnie e di Noemi poiché il 6 novembre 2012 la cantante è partita per Londra, dove rimanervi tre mesi; da qui l'idea di raccogliere materiale sulla musica a Londra.
Dal 13 ottobre 2013 al 15 dicembre 2013 il Roxy Bar è ritornato in onda sulla stessa web tv ogni domenica sera dalle 20.30.
Dalle 24 il Roxy Bar diventa Musica Libera Tutti con improvvisazioni continue da parte degli artisti ospiti che si commentano in brani, lontani dal loro genere, a vicenda.
Il 9 ottobre 2016 inizia una nuova edizione del Roxy Bar nella solita collocazione serale della domenica in onda a livello mondiale in HD sull'applicazione "Flipps". Il programma conclude definitivamente il 18 dicembre 2016, chiudendo così un ciclo durato quasi 25 anni.
Puntate speciali del programma vengono realizzate, in diretta sul web, il 26 giugno 2017 a Mestre e il 7 dicembre 2017 al Teatro Ariston di Sanremo.